# Пештани (Охрид)
Пештани (мкд. Пештани) су насеље у Северној Македонији, у југозападном делу државе. Пештани припадају општини Охрид.

## Географија
Насеље Пештани је смештено у крајње југозападном делу Северне Македоније. Од најближег града, Охрида, насеље је удаљено 14 km јужно.
Пештани се налазе у историјској области Охридски крај, која се обухвата источну и североисточну обалу Охридског језера. Насеље је смештено на источној обали Охридског језера, а источно од њега се стрмо издиже планина Галичица. Надморска висина насеља је приближно 700 метара.
Клима у насељу, и поред знатне надморске висине, има жупне одлике, па је пре умерено континентална него планинска.

## Становништво
Пештани су према последњем попису из 2002. године имали 1.326 становника. 
Већину становништва чине етнички Македонци (99%).
Већинска вероисповест је православље.

## Привреда
Вековима се становници Пештана баве риболовом и сточарством, но последњих неколико деценија ове делатности замиру.
У данашње време, становништво се углавном бави туризмом и другим сродним делатностима. Добро су развијене услужне делатности: трговина, угоститељство и саобраћај.

## Збирка слика
- Приобаље у Пештанима
- Улазак у Пештане